# Astragalus solitarius
Astragalus solitarius är en ärtväxtart som beskrevs av Morton Eaton Peck. Astragalus solitarius ingår i släktet vedlar, och familjen ärtväxter. Inga underarter finns listade i Catalogue of Life.